# Langi (Sprache)
Langi oder auch Rangi ist eine Sprache, die im Osten von Tansania gesprochen wird. Der Sprechergruppe gehören etwa 350.000 Sprecher an. Die Sprache gehört zur Gruppe der Bantu-Sprachen. Das Volk, das diese Sprache spricht, nennt sich selbst Rangi.
In Tansania ist Suaheli die Verständigungssprache, daneben gibt es noch eine Vielzahl von Stammessprachen. Langi war bis 2006 eine schriftlose Sprache. Erst das Sprachwissenschaftler-Ehepaar Dorothea und Oliver Stegen entwarf ein Zeichensystem für Langi. So kann die Sprache jetzt auch im Unterricht gelehrt werden. Das ist wichtig vor allem für die etwa 150.000 Menschen, die kein Suaheli beherrschen. Das Ehepaar, das vom Summer Institute of Linguistics und der Schwesterorganisation Wycliffe International nach Tansania ausgesandt worden war, übersetzte auch einige Psalmen und Bibeltexte in Langi.
Mittlerweile haben Einheimische das Sprachprojekt übernommen.